# 山人会
公益財団法人 山人会（さんじんかい）は、文化事業の助成を行い学術文化の向上発展に寄与する事を目的として設立された公益財団法人。

## 賞
以下の各賞の選考と表彰を行っている。
- 山人会賞

公益財団法人になる前の1960年（昭和35年）に制定。
- 望月春江賞

望月春江を記念し1981年（昭和56年）に制定。
- 中村星湖文学賞

中村星湖を記念し1987年（昭和62年）に制定。
- 前田晁文化賞

前田晁を記念し1987年（昭和62年）に制定。